# Patrick Carman
Pour les articles homonymes, voir Carman (homonymie).
Œuvres principales
- Série Skeleton Creek
- Univers Les 39 Clés

Patrick Carman, né le 27 février 1966 à Salem (Oregon) dans l'Oregon, est un écrivain et scénariste américain. Il est diplômé de l'Université Willamette. Il est célèbre en France pour la série Skeleton Creek.

## Biographie
Patrick Carman est un auteur américain particulièrement prolifique. Ses livres pour adultes et pour la jeunesse ont été salués par de nombreux prix et traduits dans plus d’une vingtaine de langues. Il est notamment l'auteur des séries fantastiques Elyon et Atherton publiées chez Bayard Jeunesse.
Avant de commencer à écrire, il a travaillé pendant dix ans dans la publicité puis dans l'univers du jeu vidéo. De cette expérience, il a conservé une sensibilité particulière pour les nouveaux médias, qui influence ses projets d'écriture actuels. Le concept novateur de Skeleton Creek lui est venu en observant qu’il était temps de combler le fossé entre le livre et les nouvelles technologies. Il a donc créé la société PC Studio, qui a réalisé et produit les vidéos associées au livre.
Mais il considère également ces nouveaux médias comme un moyen privilégié de rester en contact avec ses lecteurs. Il communique très régulièrement via ses profils Facebook et Twitter et poste de nombreuses vidéos sur son blog. Il a également développé le concept de « tournées virtuelles » et a ainsi « rendu visite » à de nombreuses classes grâce à sa webcam.

## Œuvre

### SérieElyon
- Préquelle : Le Vol du Mirétoiles, Bayard Jeunesse, 2011 ((en) Into the Mist, 2007)

1. Le Mystère des Monts Obscurs, Bayard Jeunesse, 2006 ((en) The Dark Hills Divide, 2005)
2. La Vallée des épines, Bayard Jeunesse, 2007 ((en) Beyond the Valley of Thorns, 2005)
3. La Dixième Cité, Bayard Jeunesse, 2008 ((en) The Tenth City, 2006)
4. Au cœur des brumes, Bayard Jeunesse, 2009 ((en) Stargazer, 2008)

### SérieAtherton
1. Le Palais du pouvoir, Bayard Jeunesse, 2010 ((en) House of Power, 2007)
2. Les Rivières de feu, Bayard Jeunesse, 2011 ((en) Rivers of Fire, 2008)
3. (en) The Dark Planet, 2009

### SérieElliot's Park
1. (en) Saving Mr. Nibbles, 2008
2. (en) Haunted Hike, 2008
3. (en) Walnut Cup, 2009

### UniversLes 39 Clés

#### SérieLes 39 Clés
1. Mystère au Kremlin, Bayard Jeunesse, 2011 ((en) The Black Circle, 2009)

### SérieSkeleton Creek
1. Psychose, Bayard Jeunesse, 2011 ((en) Skeleton Creek, 2009)
2. Engrenages, Bayard Jeunesse, 2011 ((en) Ghost in the Machine, 2009)
3. Le Crâne, Bayard Jeunesse, 2011 ((en) The Crossbones, 2010)
4. Le Corbeau, Bayard Jeunesse, 2012 ((en) The Raven, 2011)
5. (en) The Phantom Room, 2014

### SérieTrackers
1. Glyphmaster, Bayard Jeunesse, 2012 ((en) Trackers, 2010)
2. Shantorian, Bayard Jeunesse, 2013 ((en) Shantorian, 2011)

### SérieDark Eden
1. Dark Eden, City, 2012 ((en) Dark Eden, 2011)
2. (en) Eve of Destruction, 2012

### SérieColvert Palace
1. Mystères à chaque étage, Bayard Jeunesse, 2013 ((en) Floors, 2011)
2. Troisième sous-sol, Bayard Jeunesse, 2014 ((en) 3 Below, 2012)
3. Le Domaine des inventions farfelues, Bayard Jeunesse, 2015 ((en) The Field of Wacky Inventions, 2013)

### SériePulsation
1. Pulsation, Ada, 2015 ((en) Pulse, 2013)
2. Tremblement, Ada, 2015 ((en) Tremor, 2014)
3. Séisme, Ada, 2016 ((en) Quake, 2015)

### Romans indépendants
- Treize jours avant minuit, Bayard Jeunesse, 2013 ((en) Thirteen Days to Midnight, 2010)

### Recueils de nouvelles
- (en) 3:15 Season One: Things That Go Bump in the Night, 2011